# Ишай, Эли
Элия́ху (Э́ли) Иша́й (ивр. אליהו ישי‎; род. 26 декабря 1962, Иерусалим) — израильский религиозный политический деятель, бывший член партии ШАС и её председатель в 1999—2013 годах.
Эли Ишай родился в Иерусалиме в 1962 году в семье Ивета и Фортуны Ишай. Учился в иешивах «Хорев» и «Порат Йосеф» в Иерусалиме, а затем в иешиве «Негев» в Нетивоте. С 1980 по 1983 год проходил службу в израильской армии в транспортном соединении. Женат, имеет семерых детей.

## Политическая карьера

### 1984—2014
- 1984—1987 — помощник депутата городского совета Иерусалима от партии ШАС Нисима Зеева
- 1987—1988 — член городского совета Иерусалима.
- 1988—1990 — заместитель министра внутренних дел Арье Дери
- 1990—1996 — секретарь партии ШАС, глава муниципального отдела партии
- 1999—2013 — с момента ухода Арье Дери из политики в результате приговора суда, признавшего его виновным в коррупции, Эли Ишай являлся председателем ШАС.

## Кнессет и министерские должности
- 1996 — впервые становится депутатом кнессета и министром труда и соцобеспечения
- 2002—2003 — заместитель главы правительства
- 2003—2006 — был простым членом кнессета в оппозиции
- 2006—2009 — заместитель главы правительства и министр промышленности
- 2001—2002, 2002—2003, 2009—2013 Министр внутренних дел Израиля

## Политические взгляды
Политическая деятельность Эли Ишая концентрируется в основном в социальной сфере. Вместе с тем в 1993 году его партия поддержала Соглашения в Осло о создании Палестинской автономии. Впоследствии последовательно выступал против соглашений с арабами, включающих территориальные уступки, поддерживал поселенческое движение Кроме того возражал против самой идеи ведения переговоров о статусе Иерусалима. В целом Эли Ишай, как и вся партия «ШАС» управляется духовным лидером, раввином Овадией Йосефом. Эли Ишай продвигает идеи укрепления социальной защищенности населения, борьбы с дискриминацией в Израиле выходцев из восточных общин, укрепления еврейского характера государства Израиль.
Политические взгляды Эли Ишая в отношении светского образа жизни, ЛГБТ-демонстраций, неоднократно подвергались критике со стороны его оппонентов.

## Парламентская деятельность
- Создал «Лагерь в поддержку Сдерота» — занимающийся психологической, социальной и экономической поддержкой жителей города Сдерот на фоне не прекращающихся ракетных обстрелов этого города из сектора Газа.
- Законодательно продвигал программу поддержки провинциальных городов, предусматривающее экономическое стимулирование частного предпринимательства в городах развития.
- Продвигал закон о понятном для потребителя обозначении цен на продукты.
- Явился инициатором законопроекта о качественном обслуживании, ограничивающего время ожидания клиентом техника обслуживания компании.
- Продвигал законопроект о защите наёмного работника, обратившегося в судебную инстанцию против работодателя.
- Лоббировал увеличение бюджета для яслей и детских садов, продвигал расширение возможностей трудовой занятости для женщин.